# Trost und Rath – Tanz mit dem Teufel
Trost und Rath – Tanz mit dem Teufel ist ein österreichischer Fernsehfilm aus dem Jahr 2024 mit Michael Ostrowski als Armin Trost und Bea Brocks als Anette Rath, der unter der Regie von Nikolaus Leytner entstand. Dies ist der erste Film der Reihe Trost und Rath. Das Drehbuch von Nikolaus Leytner und Anton Maria Aigner basiert auf dem Kriminalroman Der Tod tanzt in Graz von Robert Preis.

## Handlung
Der Grazer Kommissar Armin Trost treibt mit seinen unkonventionellen Ermittlungsmethoden seinen Vorgesetzten Balthasar Gierack sowie seinen Kollegen Reinhard Hinterher regelmäßig zur Verzweiflung. Nachdem Trost wegen Einmischung bei einer Geiselnahme auf der Grazer Murinsel wieder einmal vom Dienst suspendiert wird, kommt der Musiker Josef „Sepp“ Tiefenbrunner bei einer Veranstaltung zu Ehren des steirischen Volksmusikstars Moritz Montblanc, mit bürgerlichem Namen Fritz Weissenberger, ums Leben. Laut dem Arzt handelte es sich um einen Herzinfarkt, Montblanc hat allerdings ein verdächtiges Papierstück gefunden.
Kommissarin Annette Rath muss auf Anweisung von Gierack im Todesfall Tiefenbrunner ermitteln, laut Trost soll sie beweisen, dass Tiefenbrunner tatsächlich an einem Herzinfarkt gestorben ist. Trost recherchiert währenddessen auf eigene Faust und verdeckt. Gegenüber Montblanc gibt er sich als Journalist Schober aus, der ein Buch über Musiker in der Steiermark schreiben möchte. Rath lässt die Leiche von Tiefenbrunner exhumieren. Die Obduktion ergibt, dass das Herzversagen durch das Gift des Roten Fingerhutes ausgelöst wurde.
Monsignore Schmitt identifiziert das bei Tiefenbrunner gefundende Papierstück als Reste eines Taufscheines. Montblanc startete seine Karriere neben Sepp Tiefenbrunner gemeinsam mit Franz Fadlbauer, der nunmehr als Musikschullehrer tätig ist und Karl Magnus, der den Hof seines Vaters übernommen hat. Mittlerweile ist Hellwig Stocker der Manager und Liedtexter von Montblanc. Montblanc hatte beim Begräbnis von Tiefenbrunner Streit mit Karl Magnus, der von Armin Trost tot aufgefunden wird. Möglicherweise ist er über die Treppe in seinem Haus gestürzt. Eine Wunde am Kopf deutet allerdings auf Fremdeinwirkung hin.
Annette Rath findet bei Karl Magnus ein Kuvert mit rund 100.000 Euro. Hilde Tiefenbrunner, die Witwe von Sepp hatte auf dessen Begräbnis ebenfalls ein solches Kuvert. Weissenberger wurde in der Nacht vor dem Tod von Magnus in seinem Heimatdorf bei Magnus gesehen. Auf den Kuverts finden sich die Fingerabdrücke von Montblanc, möglicherweise wurde er von Tiefenbrunner und Magnus erpresst. Trost und Rath vermuten, dass es sich bei Fadlbauer um das nächste Opfer handeln könnte, Rath ordnet Polizeischutz für ihn an. Sie verdächtigt zwar Montblanc, seine beiden früheren Musikerkollegen Tiefenbrunner und Magnus ermordet zu haben, hat aber dafür keine Beweise.
Von Fadlbauer erfährt Trost, dass Weissenbergers Mutter aus Bled stammte, und sie ihn deswegen gehänselt hatten. Nach einem nächtlichen Ritual als Jugendliche hatte Weissenberger die Band für die anderen drei überraschend aufgelöst. Trost fährt mit Fadlbauer zur Großmutter von Moritz, bei der er aufgewachsen ist. Sie hatte dessen Band, die sich die Apokalyptischen Reiter nannte, abgelehnt. Hellwig Stocker wollte damals Mitglied der Band sein, wurde aber abgelehnt, vorgeblich weil es nur vier apokalyptischen Reiter waren, laut Fadlbauer aber, weil er übergewichtigt war.
Stocker gesteht Trost, dass er in dem nächtlichen Ritual damals Weissenberger als Teufel erschienen ist, nachdem ihn die Band abgelehnt hatte und er ihm gedroht habe, worauf Weissenberger die Band aufgelöst hatte. Montblanc habe ihm seine gesamte Karriere zu verdanken, er habe ihn zu einem Star aufgebaut. Jetzt wollte Weissenberger aus dem Vertrag mit Stocker aussteigen. Bevor Stocker wegen Mordes an Tiefenbrunner und Magnus festgenommen werden kann, nimmt er sich das Leben.

## Produktion und Hintergrund
Die Dreharbeiten fanden unter dem Arbeitstitel Der Tod tanzt in Graz vom 29. August bis zum 28. September 2023 statt. Gedreht wurde unter anderem in Graz und Umgebung sowie im Schlosspark von Schloss Pottendorf. Grazer Schauplätze waren unter anderem die Terrassenhaussiedlung in St. Peter, die Needle im Kunsthaus Graz, die Kasematten, der Schloßbergplatz, der Abgang zur Mur an der Erzherzog-Johann-Brücke, die Wallfahrtskirche Maria Straßengel. Für die Dreharbeiten wurde das Volkskultur-Festival Aufsteirern nachgestellt.
Produziert wurde der Film von der Epo-Film (Produzent Dieter Pochlatko), unterstützt wurde die Produktion von FISAplus, dem Fernsehfonds Austria, CineStyria und der Stadt Graz.
Die Kamera führte Hermann Dunzendorfer, die Montage verantwortete Bettina Mazakarini. Den Ton gestaltete Max Vornehm, das Szenenbild Christine Egger, das Kostümbild Caterina Czepek und die Maske Monika Puymann. Die Kostüme stammten vom Kostümverleih Lambert Hofer. Im April 2024 starteten die Dreharbeiten zum zweiten Teil Das große Schlachten.
Michael Ostrowski, Andreas Kiendl und Thomas Mraz standen zuvor für Die unabsichtliche Entführung der Frau Elfriede Ott (2010) gemeinsam vor der Kamera.

## Veröffentlichung
Premiere war im Juni 2024 im Rahmen der zehnten Ausgabe des Fine-Crime-Festivals im Rechbauerkino in Graz.
Auf ServusTV wurde der Film am 28. September 2024 erstmals ausgestrahlt.

## Rezeption
Astrid Ebenführer meinte auf DerStandard.at, dass die Krimi-Handlung nicht vom Hocker reiße. Wie es mit Rath, ihrem Schwarm Trost und dessen Familie weitergeht, wolle man aber doch wissen. Beim nächsten Mal dann gern mit einem spannenderen Mordfall.